# Albert Doillon
Albert Doillon  (* 13. Juni 1918 in Melincourt; † 23. Februar 2004 in Paris) war ein französischer Romanist und Argotforscher.

## Leben und Werk
Doillon machte Abitur in Besançon und absolvierte die École nationale de la France d’Outre-Mer. Er war 15 Jahre lang Kolonialbeamter in Indochina und Cameroun, sowie ab 1960 Ministerialbeamter in Paris. 1973 ging er in den Ruhestand.
Durch die Lektüre des Französischen Etymologischen Wörterbuchs (FEW) und des Dictionnaire historique des argots français von Gaston Esnault kam er zur wissenschaftlichen Beschäftigung mit dem Argot. Er gründete 1974 den Verein „Amis du lexique français. Les mots en liberté“ (ALFRAL), gab in Folgen einen Dictionnaire permanent du français en liberté (A–C, 1974–1988) heraus und trat (durch Vermittlung von François Caradec) in die „Société des gens de lettres de France“ (SGLF) ein, die ihm 1982 einen Spezialpreis verlieh. 1990 erhielt er den Prix Alfred-Verdaguer des Institut de France.
Sein Werk blieb unvollendet. Vieles wurde über Abonnement versandt („Amis du lexique français“). Erst kurz vor seinem Tod erschien ein Teil seines Materials in fünf thematischen Bänden im Buchhandel.

## Weitere Werke
- Les mots du tabac,  Paris 1989, 1998 (Amis du lexique français)
- Mots d’emprunt aux langues étrangères suivantes, allemand, arabe, tsigane,  Paris 1991 (Amis du lexique français)
- Des mots en liberté par milliers ou Le trésor de maître [Maurice] Prigniel [1903–1987], 2 Bde., Paris 1997–1998 (Amis du lexique français)
- Superdico 2000 des Amis du lexique français, 2 Bde., Paris 2000/2001 (Amis du lexique français. Neologismen)
- Le dico du sexe, Paris 2002
- Le dico du sport, Paris 2002
- Le dico de la violence, Paris 2002
- Le dico de l’argent, Paris 2003
- Le dico de la santé, Paris 2004
- Dictionnaire de l’argot. L’argent, la santé, le sexe, le sport, la violence, Paris  2010 (Bouquins)